# 타마니 영
태머니 영(Tammany Young, 1886년 9월 9일~1936년 4월 26일)은 미국의 배우, 연극 배우이다.
뉴욕에서 태어났으며 할리우드에서 사망하였다.

## 영화
- 하층민(영어판) (1936년)
- 리틀 빅 샷 (1935년)
- 레몬 드롭 키드 (1934년)
- 이것이 선물 (1934년)
- 더 월드 체인지 (1933년) - 투어 귀데 역
- 턱보트 애니 (1933년)
- 할렐루야 아임 어 범 (1933년)
- 다이아몬드 릴 (1933년)
- 더 키드 프럼 스페인 (1932년)
- 인톨러런스 (1916년)
- 생계 (1914년)

## 같이 보기
- 더블 액트